# Prestige
El petrolero Prestige fue un buque monocasco liberiano, operado bajo bandera de las Bahamas, que el 13 de noviembre de 2002 realizó una llamada de socorro frente a las costas de Galicia, y se partió en dos el 19 de noviembre, ocasionando un vertido de crudo que provocó uno de los mayores desastres ecológicos de la historia de España (desastre del Prestige). El vertido provocó la creación de Nunca Máis, un movimiento popular que organizó la ola de solidaridad para limpiar la costa afectada y reclamó responsabilidades medioambientales, judiciales y políticas.
El Prestige era un petrolero monocasco de 243 m de eslora, 34,4 m de manga, 18,7 m de longitud de casco, y 14 m de calado. Su tonelaje bruto (GT) eran 42 820  y su capacidad total de carga de 81 589 t. Los buques de este tamaño son clasificados como petroleros de gran tamaño.
Había sido construido por Hitachi Shipbuilding & Engineering en Maizuru, Kioto (Japón), encargado por la Monarch Tanker Corporation de Liberia. Fue botado como Gladys. En 1988 fue vendido a la Lancer Corporation en El Pireo, y renombrado Prestige. En la década de 1990, Mare Shipping Incorporated adquirió el barco en Liberia sin cambiar su nombre. En 1994, el Prestige pasó a navegar bajo bandera de las Bahamas operado por Laurel Sea Transport; más tarde Mare Shipping operó el Prestige a través de la compañía naviera griega Universe Maritime Limited.
La sociedad de clasificación  sometió al buque a su quinta "verificación especial" en Guangzhou en mayo de 2001 y el 25 de mayo de 2002 en Dubái a su verificación anual. Cada una de ellas fue encontrado apto para la navegación. El 19 de julio de 2001, la sociedad de clasificación Bureau Veritas expidió al buque un certificado de operación segura bajo el código ISM válido hasta el 20 de junio de 2006. Dado que el Prestige no era un buque de doble casco, debería haber sido a más tardar el 11 de marzo de 2005, de conformidad con las normas MARPOL más estrictas (específicamente la Regla 13G) adoptadas en abril de 2001.

## El desastroso final

Recorrido que siguió el Prestige desde que se accidentó hasta que se hundió.

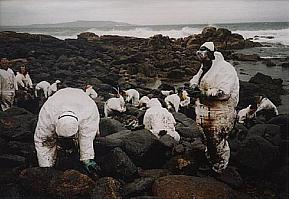
Voluntarios limpiando las costas de Galicia, después de la catástrofe del Prestige, marzo de 2003.

El 13 de noviembre de 2002 el barco se encontraba transitando, con 77 000 t de crudo petróleo a 28 millas (52 km) del cabo Finisterre, Galicia, cuando se vio inmerso en un temporal y sufrió una vía de agua. El 19 de noviembre, tras intentar alejarlo de la costa de forma improcedente, se partió en dos a las 8 del amanecer, hundiéndose a una profundidad de 3850 m. El petrolero, que estaba en ese momento a unos 250 km de la costa española, provocó las primeras manchas negras.
La parte afectada de la costa no solo tenía gran importancia ecológica (como es el caso de las Rías Bajas), sino también una notable industria pesquera. El 2 de enero de 2003, las manchas de combustible estaban a 50 km de la costa. Posteriormente, alcanzaron las costas gallegas, originando un desastre ecológico de grandes proporciones.
La presión del movimiento Nunca Máis y los efectos devastadores del desastre del Prestige consiguen la rectificación del gobierno del PP sobre legislación de la navegación de petroleros monocasco en las costas españolas, equiparando la legislación a las de otros países, (por ejemplo Francia), que ya prohibían la navegación de estos buques por sus costas.

## Controversia por la gestión
Desde el principio existió un conflicto político por la gestión de la emergencia. El ministro Álvarez Cascos junto al ex director de la Marina Mercante, José Luís López-Sors, tomaron la decisión de alejar el barco de la costa. Sin embargo, expertos independientes al gobierno se posicionaron en contra de la medida al considerar más beneficioso contaminar solo una playa que dejar el crudo libre por el mar.
De haber resuelto la emergencia como pedían los expertos navales, la contaminación en la playa habría sido mayor en la misma. Pero a su favor, se podrían haber instalado los sistemas de contención tras el barco para recoger el crudo flotante. Esto habría evitado su dispersión por toda la costa gallega, llegando el fuel hasta Francia.
Entre las protestas, el grupo Mägo de Oz escribió la canción La Costa del silencio.

## Información del barco
- Propietario: Mare Shipping Inc., Liberia.
- Gestor: Universe Maritime Ltd., Grecia.
- Propietario de la carga: Crown Resources, Suiza.
- Aseguradora: London Steamship Owners Insurance.
- Sociedad de clasificacion: ABS (USA)